# Lilija Anochina
Lilija Nikołajewna Anochina (ur. 11 lutego 1932 w Noworosyjsku, zm. 23 sierpnia 2006 w Rostowie nad Donem) - odznaczona medalem Weteran Pracy nauczycielka języka i literatury rosyjskiej, honorowy obywatel Rostowa nad Donem.

## Życiorys
Urodzona 11 lutego 1932 roku w mieście Noworosyjsk w rodzinie Kozaków. W 1949 roku rozpoczęła studia na Rostowskim Państwowym Uniwersytecie Pedagogicznym. W 1954 roku została nauczycielką pracującą w szkole z internatem nr 48 dla dzieci niesłyszących w rejonie lenińskim.